# Maspex
Maspex (właściwie Grupa Maspex) – polski koncern spożywczy z siedzibą w Wadowicach, będący jednym z największych producentów żywności w Europie Środkowo-Wschodniej i w Polsce.

## Historia
- Grupę zapoczątkowało utworzenie przedsiębiorstwa Maspex w 1990 roku z inicjatywy pięciu osób: Sławomira Rusinka, Krzysztofa Pawińskiego, Józefa Szczura, Zdzisława Struglika i Jerzego Kasperczyka[9][10]. Firma zajmowała się konfekcjonowaniem zabielacza do kawy i kakao[11].
- W 1993 roku rozpoczęto produkcję owocowej herbaty rozpuszczalnej, kakao instant, kawy cappuccino oraz czekolady[11][12]. Rok później rozpoczęto produkcję cukierków.
- W 1995 do Grupy Maspex dołączyła Polska Żywność S.A. z Olsztynka – producent soków owocowo-warzywnych dla dzieci, m.in. popularnego Kubusia[11][13].
- W latach 1998–1999 firma tworzyła oddziały zagraniczne w Czechach, Rumunii, Węgrzech i Słowacji[11].
- W 1999 Maspex przejął spółkę Anin oraz Tymbark[11][12].

- W 2000 roku przedsiębiorstwo otworzyło w Tychach fabrykę soków i napojów[11].
- W marcu 2003 Grupa Maspex zakupiła spółkę Lubella[11][14], poszerzając tym samym swoją ofertę o makarony, płatki śniadaniowe, kasze i mąki. We wrześniu tego samego roku Grupa kupiła akcje spółki Polski Lek – producenta preparatów witaminowych i tabletek musujących[11][15].
- W 2004 firma utworzyła przedstawicielstwo na Ukrainie, a w grudniu tego samego roku zakupiła część Walmarku, firmy zajmującej się produkcją soków na rynek czeski i słowacki oraz wszystkie udziały firmy Olympos – węgierskiego producenta soków, nektarów i napojów owocowych[11][16].

- W 2005 grupa nabyła udziały w: Plusssz Vitamin Kft, Apenta (marka węgierskiej wody mineralnej) oraz Queen’s – bułgarskiego wytwórcy soków[11][12]. Dwa lata później w Rumunii Maspex przejął udziały firmy Arnos – producenta makaronów[11][17].
- W 2008 do Grupy dołącza firma Mark IV – producent napojów w Rosji[11]. W 2021 roku firma Mark IV zostaje sprzedana. [18]

- Rok 2009 to uruchomienie Centrum Logistycznego w Tychach[11][19]. W tym samym roku Maspex otworzył kompleks produkcyjno-magazynowy w Rumunii[11].
- W 2010 roku Grupa weszła w kategorię napojów energetycznych poprzez rozpoczęcie współpracy z Fundacją „Równe Szanse” i Dariuszem Tigerem Michalczewskim. Dzięki zawartej umowie Maspex uzyskał wyłączną licencję do używania oznaczenia Tiger i wykorzystywania wizerunku boksera w promocji Tiger Energy Drink[11][12].
- W 2012 wadowicka spółka zakupiła Salatini i Capollini, rumuńskie marki precli i krakersów[11][20].
- W 2013 Lubella zakupiła markę makaronów Malma[11][21].
- W 2015 Grupa Maspex sfinalizowała transakcję zakupu wybranych aktywów firmy Agros Nova z dwoma zakładami w Łowiczu i Wąsoszu Dolnym[22][23].
- W 2016 roku natomiast zakupiła spółkę Rio Bucovina, rumuńskiego producenta wody mineralnej[11][24].
- W 2017 roku nastąpiła kolejna akwizycja – Maspex zakupił spółkę Aquarex AD, produkującą naturalną wodę mineralną Velingrad w zakładzie w Bułgarii[25][26].
- W 2018 roku Maspex uruchomił w zakładzie Lubella w Lublinie kompleks produkcyjny oraz centrum logistyczne[27][28], a następnie w zakładzie Tymbark w Olsztynku również otworzył kompleks produkcyjno–logistyczny[29][30].
- Od 2019 roku, na bazie umowy ze szwajcarskim koncernem Nestlé, Maspex posiada wyłączną licencję na produkcję i dystrybucję napojów herbacianych Nestea w większości rynków środkowoeuropejskich. Początkowo, od czerwca, obejmowała ona wyłącznie Węgry, Rumunię i Bułgarię, ale w styczniu 2020 została ona rozszerzona o Polskę, Czechy, Słowację, Litwę, Łotwę i Estonię[31]. Elementami napojów Nestea produkowanych przez Maspex są logo, skład oraz szata graficzna na butelkach z czasów produkcji przez The Coca-Cola Company – licencjobiorcę produktów tej marki do końca 2017 roku.
- Jesienią 2021 roku podpisano umowę warunkową z Roust Corporation na przejęcie spółki CEDC, właściciela marek popularnych alkoholi takich jak: Żubrówka, Soplica, Absolwent czy Bols. Umowa ma wejść w życie po wyrażeniu zgody na przejęcie przez Urząd Ochrony Konkurencji i Konsumentów[32] Transakcja została sfinalizowana w lutym 2022. Grupa Maspex sfinalizowała przejęcie CEDC International oraz jej spółki zależnej B2B Wine & Spirits[33].

## Akcje społeczne
Grupa Maspex prowadzi wiele ogólnopolskich akcji społecznych skierowanych głównie do dzieci, jak turniej piłkarski „Z podwórka na Stadion o Puchar Tymbarku”, „Akademia Bezpiecznego Puchatka”, „Kubusiowi Przyjaciele Natury”, „Akademia Uwielbiam”.
Od 2018 roku Maspex jest zaangażowany w projekt „Parasol Historii”, który jest wyrazem pamięci o powstaniu warszawskim i jego żyjących uczestnikach. W ramach projektu przedsiębiorstwo pomaga powstańcom oraz prowadzi działania edukacyjne pod patronatem Muzeum Powstania Warszawskiego.